# NFATC4
NFATC4‏ (Nuclear factor of activated T cells 4) هوَ بروتين يُشَفر بواسطة جين NFATC4 في الإنسان.